# Lill-Lövvattnet
Lill-Lövvattnet är en sjö i Skellefteå kommun i Västerbotten och ingår i Mångbyåns huvudavrinningsområde. Sjön har en area på 0,772 kvadratkilometer och ligger 36 meter över havet. Sjön avvattnas av vattendraget Mångbyån.

## Delavrinningsområde
Lill-Lövvattnet ingår i det delavrinningsområde (715478-175836) som SMHI kallar för Utloppet av Lill-Lövvattnet. Medelhöjden är 40 meter över havet och ytan är 2,29 kvadratkilometer. Räknas de 4 avrinningsområdena uppströms in blir den ackumulerade arean 34,35 kvadratkilometer. Avrinningsområdets utflöde Mångbyån mynnar i havet. Avrinningsområdet består mestadels av skog (44 procent) och sankmarker (15 procent). Avrinningsområdet har 0,76 kvadratkilometer vattenytor vilket ger det en sjöprocent på 33,3 procent.